# LOFT -完全なる嘘-
『LOFT -完全なる嘘-』（ロフト かんぜんなるトリック、原題：Loft）は、2010年のオランダのミステリ映画。監督はアントワネッテ・ブーマー、出演はバリー・アトスマとフェジャ・ファン・フェットなど。2008年のベルギー映画『ロフト.』のリメイクである。

## ストーリー
オリジナルと同じオランダ語（厳密には、オリジナル作品で使われている言語はベルギーで話されるオランダ語であるフラマン語）による作品で、ストーリーもキャラクター設定もほぼ同じであるが、一部の人名が異なる。
事件の真相が明らかにされた後の流れが若干異なる。

## キャスト
マティアス・スティーヴンス
演 - バリー・アトスマ
建築家。野心家のプレイボーイ。
オリジナルでの役名はヴィンセント・スティーヴンス。
バルト・フェネケル
演 - フェジャ・ファン・フェット
精神科医。マティアスの親友。真面目な男だが妻エヴァとの関係は冷めている。
オリジナルでの役名はクリス・ファン・オートリヴ。
ウィレム・ファン・アイク
演 - イェロン・ファン・コニングスブルッヘ
バルトらの親友。女好きだが妻アネットには頭が上がらない。
オリジナルでの役名はマルニクス・ローレイズ。
ロベルト（ロブ）・ハルトマン
演 - ハイス・ナバー
バルトらの親友。おとなしい性格。妻マーヨレインが糖尿病を患っている。
オリジナルでの役名はルク・セイナーヴ。
トム・フェネケル
演 - ヒコ・ケンザリ
バルトの父親違いの弟。遊び人。金持ちの娘キミーと結婚する。
幼い頃に実父に虐待され、施設に預けられていた。共に施設に預けられた妹リンダを溺愛している。
オリジナルでの役名はフィリップ・ウィレムス。
ナサリー・スティーヴンス
演 - キム・ファン・コーテン
マティアスの妻。
オリジナルでの役名はバルバラ・スティーヴンス。
アン・マライ
演 - アナ・ドライファー
表向きはロイヤース議員の個人秘書だが実は娼婦。
自殺した妹ソフィーがバルトの患者だった。
オリジナルでの役名は同じ。
サラ・ルンテル
演 - サリー・ハルムセン
マティアスがデュッセルドルフで出会った女。
オリジナルでの役名はサラ・ドッポルト。
キミー・フェネケル＝デナイス
演 - カロリーン・スプーア
トムの妻。「建築界の父」と呼ばれる大物アントン・デナイスの娘。
オリジナルでの役名はヴィッキー・ウィレムス。

## エピソード
撮影中の事故でアントワネッテ・ブーマー監督が大怪我を負ったため、オリジナル版の監督であり、当初はこのリメイク作も監督する予定だったエリク・ヴァン・ローイが一部のシーンを演出している。
オリジナル作品とは、脚本・製作・音楽・撮影・編集など主要スタッフが同じである。